# Марунов, Анатолий Павлович
Анатолий Павлович Марунов (1923—1993) — Гвардии старшина Советской Армии, участник Великой Отечественной войны, Герой Советского Союза (1945).

## Биография
Родился 8 марта 1923 года в деревне Владимировка (ныне — Воскресенский район Нижегородской области). После окончания шести классов и курсов трактористов работал по специальности.
В марте 1942 года Марунов был призван на службу в Рабоче-крестьянскую Красную Армию. С мая 1943 года — на фронтах Великой Отечественной войны. В боях два раза был тяжело ранен.
К февралю 1945 года гвардии старший сержант Анатолий Марунов был механиком-водителем танка «Т-34» 1-го батальона 36-й гвардейской танковой бригады 4-го гвардейского механизированного корпуса 7-й гвардейской армии 2-го Украинского фронта. Отличился во время освобождения Чехословакии. 17 февраля 1945 года в бою на плацдарме на берегу реки Грон в районе населённого пункта Солдины к северу от словацкого города Штурово экипаж Марунова уничтожил 5 вражеских танков и 3 бронетранспортёра, 1 штурмовое орудие и более роты солдат и офицеров противника, прорвав немецкую оборону.
Указом Президиума Верховного Совета СССР от 28 апреля 1945 года за «образцовое выполнение боевых заданий командования на фронте борьбы с немецкими захватчиками и проявленные при этом мужество и героизм» гвардии старший сержант Анатолий Марунов был удостоен высокого звания Героя Советского Союза с вручением ордена Ленина и медали «Золотая Звезда».
В 1947 году в звании старшины Марунов был демобилизован. Вернулся на родину, работал бригадиром тракторной бригады. С 1949 года работал в органах МВД СССР, на должности заведующего гаражом в исправительно-трудовой колонии № 62/14 Управления исправительно-трудовых лагерей и колоний УВД Горьковского облисполкома (пос. Сухобезводное Семеновского района Горьковской области). В 1953 году вступил в КПСС. В 1968 года вышел на пенсию.
Жил в Ленинском районе Горького. Скончался 11 апреля 1993 года, похоронен на нижегородском кладбище «Красная Этна».
Был также награждён орденом Отечественной войны 1-й степени и двумя орденами Красной Звезды, рядом медалей.